# Torneo Apertura 2023 (Liga MX Femenil)
El Torneo Apertura 2023 fue la XIII edición del campeonato de liga de la Primera División Femenil de México con el que da inicio la temporada futbolística 2023-24. La Primera División Femenil de México, conocida también como Liga MX Femenil, es la principal liga de fútbol profesional femenil en México la cual está regulada por la Federación Mexicana de Fútbol. La Liga MX Femenil deja de utilizar balones de la marca Voit, quienes eran los proveedores desde el inicio de la liga. Se alcanzó un acuerdo de patrocinio exclusivo con la empresa deportiva Nike, quienes serán los encargados de confeccionar los nuevos balones a partir del Apertura 2023.

## Sistema de competición
El torneo de la Liga MX Femenil, estuvo conformado en dos partes:
- Fase de calificación: Integrado por 17 jornadas, donde los 18 equipos se enfrentan entre sí bajo el sistema de todos contra todos.
- Fase final: Corresponde a un sistema de eliminación directa a visita recíproca, disputándose en tres etapas: cuartos de final, semifinal y final.

### Fase de clasificación
En la fase de clasificación participan los 18 clubes de la Liga MX Femenil enfrentándose en cada torneo en sistema de todos contra todos durante las 17 jornadas respectivas, a un solo partido. Esta fase se rige bajo un sistema de puntuación convencional en el cual se pueden obtener tres resultados al finalizar un partido: ganar, empatar o perder. La puntuación para cada uno de estos resultados está sujeto a las siguientes condiciones:
- Por juego ganado se obtendrán tres puntos.
- Por juego empatado se obtendrá un punto.
- Por juego perdido no se otorgan puntos.

El orden de los clubes al final de la fase de calificación del torneo corresponderá a la suma de los puntos obtenidos por cada uno de ellos y se presentará en forma descendente. Si al finalizar las 17 jornadas del torneo, dos o más clubes estuviesen empatados en puntos, su posición en la tabla general será determinada atendiendo a los siguientes criterios de desempate:
1. Mejor diferencia entre los goles anotados y recibidos y goles.
2. Mayor número de goles anotados.
3. Mayor número de goles anotados como visitante.
4. Marcadores particulares entre los clubes empatados.
5. Tabla de Fair Play.
6. Sorteo

La tabla de Fair Play es un sistema de puntuación que evalúa el juego limpio de cada equipo, considerando las tarjetas amarillas y rojas recibidas durante el torneo. Bajo este sistema, se suma un punto por cada amonestación recibida. Por cada expulsión por roja directa o doble amonestación, se suman tres puntos. En caso de que una jugadora reciba una amonestación y una expulsión directa en un mismo partido, se suman cuatro puntos. La tabla ordena a los equipos de forma creciente a partir de la sumatoria de puntos fair play obtenidos, siendo el 1° el equipo que menos puntos sumó y el 18° el que más. Como criterio de desempate, tendrá ventaja el equipo que se encuentre mejor posicionado en dicha tabla. 
Participan automáticamente en la fase final por el título de Campeón del Torneo Apertura 2023 de la Liga MX Femenil, los ocho primeros clubes de la tabla general de clasificación al término de las 17 jornadas.

### Fase final
La Fase Final se desarrolla en las siguientes etapas: cuartos de final, semifinales y final. Los partidos son jugados a visita recíproca, disputándose los juegos de vuelta en los estadios sede de los equipos mejor posicionados en la tabla general de clasificación. Para esta fase se cuenta con la asistencia del sistema VAR, por lo que los partidos deben celebrarse forzosamente en los estadios sede de los clubes filiales de LIGA MX. En las etapas de cuartos de final y semifinales resulta vencedor el equipo que en los dos juegos anote el mayor número de goles; o en el caso de existir empate, avanza el equipo mejor posicionado en la tabla general de clasificación. 

#### Cuartos de final
Los ocho clubes calificados a la fase final son ordenados de acuerdo con el lugar ocupado en la tabla general al término de la fase de clasificación, asignando el número uno al club mejor clasificado, y así hasta el número ocho. Estos ocho equipos disputan los cuartos de final de la siguiente manera:
| IDA      | VUELTA   |
| -------- | -------- |
| 8° vs 1° | 1° vs 8° |
| 7° vs 2° | 2° vs 7° |
| 6° vs 3° | 3° vs 6° |
| 5° vs 4° | 4° vs 5° |

#### Semifinales
En las semifinales participan los cuatro clubes vencedores de cuartos de final reordenándolos del uno al cuatro, de acuerdo a su mejor posición en la tabla general de clasificación, enfrentándose de la siguiente manera:
| IDA      | VUELTA   |
| -------- | -------- |
| 4° vs 1° | 1° vs 4° |
| 3° vs 2° | 2° vs 3° |

Final
Disputarán el título de Campeón del Torneo de Apertura 2023, los dos clubes vencedores de la fase semifinal correspondiente, reubicándolos del uno al dos, de acuerdo a su mejor posición en la tabla general de clasificación, enfrentándose de la siguiente manera:
| IDA      | VUELTA   |
| -------- | -------- |
| 2° vs 1° | 1° vs 2° |

El club vencedor de la final y por lo tanto Campeón del Torneo de Apertura 2023, será aquel que en los dos partidos anote el mayor número de goles. Si al término del tiempo reglamentario. El marcador global está empatado, se procede a lanzar tiros penales hasta que resulte un vencedor.

## Información de los equipos

### Equipos por Entidad Federativa
| Entidad Federativa | N.º | Equipos                   |
| ------------------ | --- | ------------------------- |
| Ciudad de México   | 3   | América, Cruz Azul y UNAM |
| Jalisco            | 2   | Atlas y Guadalajara       |
| Nuevo León         | 2   | Monterrey y Tigres        |
| Aguascalientes     | 1   | Necaxa                    |
| Baja California    | 1   | Tijuana                   |
| Chihuahua          | 1   | Juárez                    |
| Coahuila           | 1   | Santos                    |
| Estado de México   | 1   | Toluca                    |
| Guanajuato         | 1   | León                      |
| Hidalgo            | 1   | Pachuca                   |
| Puebla             | 1   | Puebla                    |
| Querétaro          | 1   | Querétaro                 |
| San Luis Potosí    | 1   | Atlético de San Luis      |
| Sinaloa            | 1   | Mazatlán                  |

### Información de los equipos participantes
| Equipo               | Entrenador        | Ciudad                               | Estadio                   | Capacidad | Patrocinador       | Kit         |
| -------------------- | ----------------- | ------------------------------------ | ------------------------- | --------- | ------------------ | ----------- |
| América              | Ángel Villacampa  | Ciudad de México                     | Azteca                    | 81 070    | AT&T               | Nike        |
| Atlas                | Roberto Medina    | Guadalajara, Jalisco                 | Jalisco                   | 55 020    |                    | Charly      |
| Atlético de San Luis | Fernando Samayoa  | San Luis Potosí, San Luis Potosí     | Alfonso Lastras           | 27 029    | Canel's            | Sporelli    |
| Cruz Azul            | Cecilia Cabrera   | Ciudad de México                     | Instalaciones de La Noria | 400       | Cemento Cruz Azul  | Pirma       |
| Guadalajara          | Antonio Spinelli  | Zapopan, Jalisco                     | Akron                     | 46 232    | Sello Rojo         | Puma        |
| Juárez               | Óscar Fernández   | Ciudad Juárez, Chihuahua             | Olímpico Benito Juárez    | 19 703    | S-Mart             | Sporelli    |
| León                 | Alejandro Corona  | León, Guanajuato                     | Nou Camp                  | 31 297    | Cementos Fortaleza | Charly      |
| Mazatlán             | Alonso Madrigal   | Mazatlán, Sinaloa                    | Kraken                    | 20 195    | Banco Azteca       | Pirma       |
| Monterrey            | Eva Espejo        | Guadalupe, Nuevo León                | BBVA                      | 51 348    | BBVA México        | Puma        |
| Necaxa               | Jorge Isaac Gómez | Aguascalientes, Aguascalientes       | Victoria                  | 23 851    | Rolcar             | Pirma       |
| Pachuca              | Juan Carlos Cacho | Pachuca, Hidalgo                     | Hidalgo                   | 25 922    | Cementos Fortaleza | Charly      |
| Puebla               | María José López  | Puebla, Puebla                       | Cuauhtémoc                | 47 417    | Baz                | Pirma       |
| Querétaro            | Alberto Arellano  | Querétaro, Querétaro                 | Corregidora               | 34 107    | Pedigree           | Charly      |
| Santos               | Vinicio Guerrero  | Torreón, Coahuila                    | Corona                    | 29 101    | Soriana            | Charly      |
| Tigres               | Milagros Martínez | San Nicolas de los Garza, Nuevo León | Universitario             | 41 886    | Cemex              | Adidas      |
| Tijuana              | Juan Romo         | Tijuana, Baja California             | Caliente                  | 26 158    | Caliente           | Charly      |
| Toluca               | Gabriel Velasco   | Toluca, Estado de México             | Nemesio Díez              | 27 273    | Arabela            | New Balance |
| UNAM                 | Jhonathan Lazcano | Ciudad de México                     | Olímpico Universitario    | 58 445    | DHL                | Nike        |

### Cambios de entrenadores
| Equipo   | Entrenador(a) (Jornadas) | Fecha de vacante         | Tipo de salida | Pos. | Entrenador entrante | Fecha de nombramiento    |
| -------- | ------------------------ | ------------------------ | -------------- | ---- | ------------------- | ------------------------ |
| Puebla   | Guillermo Cosío (Pre.)   | 7 de julio de 2023       | Renuncia       | Pre. | María José López    | 7 de julio de 2023       |
| Mazatlán | Miguel Razo (1-10)       | 12 de septiembre de 2023 | Despido        | 18.° | Alonso Madrigal     | 12 de septiembre de 2023 |

#### Sedes alternas
| Equipo      | Ciudad                    | Estadio                              | Capacidad |
| ----------- | ------------------------- | ------------------------------------ | --------- |
| América     | Ciudad de México          | Cancha Centenario No. 5 Club América | 1 000     |
| Atlas       | Guadalajara, Jalisco      | Alfredo "Pistache" Torres            | 3 000     |
| Guadalajara | Zapopan, Jalisco          | Verde Valle - Cancha 2               | 2 000     |
| León        | Lagos de Moreno, Jalisco  | La Esmeralda - Cancha 2              | 0         |
| Monterrey   | Santiago, Nuevo León      | El Barrial                           | 570       |
| Toluca      | Metepec, Estado de México | Instalaciones de Metepec - Cancha 2  | 1 000     |
| UNAM        | Ciudad de México          | La Cantera                           | 2 000     |

## Torneo regular
- El calendario se dio a conocer el 22 de junio,[15] y se encuentra disponible aquí
- Los horarios son correspondientes al Tiempo del Centro de México (UTC-6).[16][n. 1][17]

| Jornada 1     | Jornada 1 | Jornada 1            | Jornada 1              | Jornada 1   | Jornada 1 | Jornada 1    | Jornada 1  | Jornada 1 |
| Local         | Resultado | Visitante            | Estadio                | Fecha       | Hora      | Espectadores | Amonestado | Expulsado |
| ------------- | --------- | -------------------- | ---------------------- | ----------- | --------- | ------------ | ---------- | --------- |
| Toluca        | 1 - 1     | Monterrey            | Nemesio Diez           | 14 de julio | 17:00     | 2 018        | 2          | 0         |
| León          | 2 - 0     | Necaxa               | Nou Camp               | 14 de julio | 17:06     | 513          | 5          | 0         |
| Santos Laguna | 1 - 3     | Pachuca              | Corona                 | 14 de julio | 21:06     | 589          | 4          | 0         |
| Pumas UNAM    | 2 - 5     | América              | Olímpico Universitario | 15 de julio | 12:00     | 4 552        | 6          | 0         |
| Mazatlán      | 2 - 3     | Cruz Azul            | Mazatlán               | 16 de julio | 19:06     | 751          | 3          | 0         |
| Tijuana       | 1 - 1     | Guadalajara          | Caliente               | 16 de julio | 21:10     | 3 333        | 5          | 0         |
| Tigres UANL   | 4 - 0     | Puebla               | Universitario          | 17 de julio | 19:00     | 3 755        | 7          | 1         |
| Juárez        | 1 - 1     | Atlético de San Luis | Olímpico Benito Juárez | 17 de julio | 21:10     | 1 984        | 6          | 1         |
| Atlas         | 0 - 2     | Querétaro            | Jalisco                | 26 de julio | 20:06     | 800          | 4          | 0         |

| Jornada 2   | Jornada 2 | Jornada 2            | Jornada 2              | Jornada 2   | Jornada 2 | Jornada 2    | Jornada 2  | Jornada 2 |
| Local       | Resultado | Visitante            | Estadio                | Fecha       | Hora      | Espectadores | Amonestado | Expulsado |
| ----------- | --------- | -------------------- | ---------------------- | ----------- | --------- | ------------ | ---------- | --------- |
| Querétaro   | 4 - 0     | Atlético de San Luis | Corregidora            | 21 de julio | 17:06     | 409          | 3          | 0         |
| Mazatlán    | 0 - 3     | Toluca               | Mazatlán               | 21 de julio | 19:06     | 518          | 4          | 0         |
| Juárez      | 0 - 4     | Tigres UANL          | Olímpico Benito Juárez | 21 de julio | 21:10     | 3 714        | 5          | 0         |
| Pumas UNAM  | 4 - 1     | Atlas                | Olímpico Universitario | 22 de julio | 12:00     | 1 436        | 2          | 0         |
| Monterrey   | 7 - 0     | León                 | BBVA                   | 22 de julio | 21:00     | 3 267        | 3          | 0         |
| América     | 6 - 0     | Santos Laguna        | Azteca                 | 23 de julio | 17:00     | 2 529        | 1          | 0         |
| Guadalajara | 2 - 0     | Puebla               | Akron                  | 23 de julio | 19:06     | 5 412        | 3          | 0         |
| Necaxa      | 1 - 2     | Tijuana              | Victoria               | 24 de julio | 17:00     | 602          | 5          | 1         |
| Pachuca     | 0 - 2     | Cruz Azul            | Hidalgo                | 24 de julio | 19:06     | 2 751        | 5          | 0         |

| Jornada 3            | Jornada 3 | Jornada 3   | Jornada 3               | Jornada 3   | Jornada 3 | Jornada 3    | Jornada 3  | Jornada 3 |
| Local                | Resultado | Visitante   | Estadio                 | Fecha       | Hora      | Espectadores | Amonestado | Expulsado |
| -------------------- | --------- | ----------- | ----------------------- | ----------- | --------- | ------------ | ---------- | --------- |
| Santos Laguna        | 0 - 3     | Guadalajara | Corona                  | 28 de julio | 19:06     | 953          | 3          | 0         |
| Tigres UANL          | 6 - 0     | Mazatlán    | Universitario           | 28 de julio | 21:00     | 5 380        | 2          | 1         |
| Cruz Azul            | 2 - 1     | Pumas UNAM  | La Noria                | 29 de julio | 12:00     | 243          | 5          | 1         |
| Atlas                | 3 - 2     | Juárez      | Jalisco                 | 29 de julio | 19:06     | 1 045        | 7          | 1         |
| Puebla               | 0 - 3     | Monterrey   | Cuauhtémoc              | 30 de julio | 12:00     | 882          | 3          | 0         |
| Toluca               | 2 - 1     | Pachuca     | Nemesio Diez            | 30 de julio | 12:00     | 2 461        | 6          | 1         |
| Atlético de San Luis | 1 - 0     | Necaxa      | Alfonso Lastras Ramírez | 30 de julio | 17:00     | 1 112        | 5          | 0         |
| León                 | 2 - 0     | Querétaro   | Nou Camp                | 31 de julio | 19:06     | 1 345        | 5          | 0         |
| Tijuana              | 1 - 5     | América     | Caliente                | 8 de agosto | 19:06     | 3 833        | 4          | 0         |

| Jornada 4   | Jornada 4 | Jornada 4            | Jornada 4              | Jornada 4   | Jornada 4 | Jornada 4    | Jornada 4  | Jornada 4 |
| Local       | Resultado | Visitante            | Estadio                | Fecha       | Hora      | Espectadores | Amonestado | Expulsado |
| ----------- | --------- | -------------------- | ---------------------- | ----------- | --------- | ------------ | ---------- | --------- |
| Querétaro   | 0 - 2     | Tijuana              | Corregidora            | 4 de agosto | 17:06     | 492          | 3          | 0         |
| Pachuca     | 3 - 1     | Atlético de San Luis | Hidalgo                | 4 de agosto | 19:06     | 1 546        | 4          | 0         |
| Juárez      | 1 - 0     | Cruz Azul            | Olímpico Benito Juárez | 4 de agosto | 21:10     | 2 198        | 9          | 0         |
| Pumas UNAM  | 1 - 0     | Santos Laguna        | Olímpico Universitario | 5 de agosto | 12:00     | 1 154        | 6          | 0         |
| América     | 4 - 1     | Toluca               | Azteca                 | 5 de agosto | 17:00     | 3 431        | 2          | 0         |
| Monterrey   | 2 - 0     | Atlas                | BBVA                   | 5 de agosto | 19:00     | 3 775        | 1          | 0         |
| Guadalajara | 2 - 2     | Tigres UANL          | Akron                  | 5 de agosto | 21:10     | 8 609        | 5          | 0         |
| Necaxa      | 2 - 1     | Puebla               | Victoria               | 6 de agosto | 17:00     | 628          | 7          | 0         |
| Mazatlán    | 0 - 1     | León                 | Mazatlán               | 6 de agosto | 19:00     | 522          | 1          | 0         |

| Jornada 5            | Jornada 5 | Jornada 5   | Jornada 5               | Jornada 5    | Jornada 5 | Jornada 5    | Jornada 5  | Jornada 5 |
| Local                | Resultado | Visitante   | Estadio                 | Fecha        | Hora      | Espectadores | Amonestado | Expulsado |
| -------------------- | --------- | ----------- | ----------------------- | ------------ | --------- | ------------ | ---------- | --------- |
| León                 | 3 - 2     | Tijuana     | Nou Camp                | 11 de agosto | 19:06     | 970          | 7          | 0         |
| Santos Laguna        | 1 - 3     | Querétaro   | Corona                  | 11 de agosto | 21:10     | 510          | 3          | 1         |
| Cruz Azul            | 0 - 3     | Monterrey   | Azteca                  | 12 de agosto | 12:00     | 2 773        | 5          | 0         |
| Necaxa               | 0 - 3     | Guadalajara | Victoria                | 12 de agosto | 19:00     | 2 482        | 1          | 0         |
| Tigres UANL          | 4 - 2     | Pachuca     | Universitario           | 12 de agosto | 21:00     | 6 555        | 5          | 1         |
| Puebla               | 1 - 1     | Pumas UNAM  | Cuauhtémoc              | 13 de agosto | 12:00     | 806          | 4          | 0         |
| Toluca               | 1 - 1     | Juárez      | Nemesio Diez            | 13 de agosto | 12:00     | 1 874        | 2          | 1         |
| Atlético de San Luis | 4 - 1     | Mazatlán    | Alfonso Lastras Ramírez | 13 de agosto | 17:00     | 1 060        | 5          | 0         |
| Atlas                | 1 - 5     | América     | CECAF                   | 15 de agosto | 9:30      | 0            | 4          | 0         |

| Jornada 6            | Jornada 6 | Jornada 6     | Jornada 6               | Jornada 6    | Jornada 6 | Jornada 6    | Jornada 6  | Jornada 6 |
| Local                | Resultado | Visitante     | Estadio                 | Fecha        | Hora      | Espectadores | Amonestado | Expulsado |
| -------------------- | --------- | ------------- | ----------------------- | ------------ | --------- | ------------ | ---------- | --------- |
| Atlético de San Luis | 2 - 0     | Santos Laguna | Alfonso Lastras Ramírez | 16 de agosto | 19:00     | 1 123        | 5          | 0         |
| Querétaro            | 3 - 0     | Puebla        | Corregidora             | 16 de agosto | 19:06     | 573          | 2          | 1         |
| Tijuana              | 3 - 2     | Pumas UNAM    | Caliente                | 16 de agosto | 21:10     | 1 633        | 6          | 0         |
| Tigres UANL          | 3 - 1     | Toluca        | Universitario           | 17 de agosto | 19:00     | 3 063        | 3          | 0         |
| Mazatlán             | 0 - 2     | Necaxa        | Mazatlán                | 17 de agosto | 21:10     | 390          | 7          | 0         |
| Guadalajara          | 1 - 0     | Monterrey     | Akron                   | 17 de agosto | 21:10     | 6 363        | 5          | 0         |
| América              | 4 - 0     | Cruz Azul     | Azteca                  | 18 de agosto | 19:00     | 2 441        | 2          | 0         |
| Pachuca              | 4 - 3     | Atlas         | Hidalgo                 | 30 de agosto | 19:06     | 1 810        | 1          | 0         |
| Juárez               | 1 - 0     | León          | Olímpico Benito Juárez  | 4 de octubre | 21:00     | 1 319        | 7          | 0         |

| Jornada 7     | Jornada 7 | Jornada 7            | Jornada 7              | Jornada 7       | Jornada 7 | Jornada 7    | Jornada 7  | Jornada 7 |
| Local         | Resultado | Visitante            | Estadio                | Fecha           | Hora      | Espectadores | Amonestado | Expulsado |
| ------------- | --------- | -------------------- | ---------------------- | --------------- | --------- | ------------ | ---------- | --------- |
| Puebla        | 4 - 3     | Pachuca              | Cuauhtémoc             | 20 de agosto    | 12:00     | 614          | 6          | 0         |
| Tijuana       | 3 - 0     | Toluca               | Caliente               | 20 de agosto    | 21:10     | 0            | 3          | 0         |
| Cruz Azul     | 1 - 5     | Guadalajara          | La Noria               | 21 de agosto    | 15:45     | 270          | 4          | 1         |
| Pumas UNAM    | 4 - 1     | Mazatlán             | Olímpico Universitario | 21 de agosto    | 17:00     | 614          | 1          | 0         |
| Necaxa        | 0 - 2     | Querétaro            | Victoria               | 21 de agosto    | 19:00     | 591          | 3          | 0         |
| León          | 2 - 3     | América              | Nou Camp               | 21 de agosto    | 19:06     | 2 740        | 4          | 1         |
| Monterrey     | 2 - 2     | Juárez               | BBVA                   | 21 de agosto    | 21:00     | 2 536        | 6          | 0         |
| Santos Laguna | 0 - 7     | Tigres UANL          | Corona                 | 21 de agosto    | 21:10     | 959          | 2          | 0         |
| Atlas         | 2 - 1     | Atlético de San Luis | Jalisco                | 7 de septiembre | 19:06     | 442          | 5          | 0         |

| Jornada 8            | Jornada 8 | Jornada 8   | Jornada 8               | Jornada 8    | Jornada 8 | Jornada 8    | Jornada 8  | Jornada 8 |
| Local                | Resultado | Visitante   | Estadio                 | Fecha        | Hora      | Espectadores | Amonestado | Expulsado |
| -------------------- | --------- | ----------- | ----------------------- | ------------ | --------- | ------------ | ---------- | --------- |
| Tigres UANL          | 2 - 0     | Atlas       | Universitario           | 25 de agosto | 19:00     | 3 523        | 1          | 0         |
| Mazatlán             | 1 - 3     | América     | Mazatlán                | 25 de agosto | 19:06     | 1 133        | 1          | 1         |
| Monterrey            | 0 - 0     | Pumas UNAM  | BBVA                    | 25 de agosto | 21:00     | 4 264        | 1          | 0         |
| Juárez               | 1 - 1     | Pachuca     | Olímpico Benito Juárez  | 25 de agosto | 21:10     | 2 003        | 5          | 2         |
| Cruz Azul            | 2 - 1     | Querétaro   | La Noria                | 26 de agosto | 12:00     | 193          | 5          | 0         |
| Atlético de San Luis | 1 - 1     | Guadalajara | Alfonso Lastras Ramírez | 27 de agosto | 17:00     | 3 328        | 3          | 0         |
| León                 | 1 - 0     | Puebla      | Nou Camp                | 27 de agosto | 17:00     | 516          | 3          | 2         |
| Toluca               | 2 - 0     | Necaxa      | Nemesio Diez            | 28 de agosto | 17:00     | 1 058        | 3          | 0         |
| Santos Laguna        | 0 - 3     | Tijuana     | Corona                  | 28 de agosto | 19:06     | 193          | 7          | 0         |

| Jornada 9   | Jornada 9 | Jornada 9            | Jornada 9              | Jornada 9       | Jornada 9 | Jornada 9    | Jornada 9  | Jornada 9 |
| Local       | Resultado | Visitante            | Estadio                | Fecha           | Hora      | Espectadores | Amonestado | Expulsado |
| ----------- | --------- | -------------------- | ---------------------- | --------------- | --------- | ------------ | ---------- | --------- |
| Querétaro   | 1 - 2     | Toluca               | Corregidora            | 1 de septiembre | 17:06     | 358          | 7          | 0         |
| Pumas UNAM  | 2 - 1     | León                 | Olímpico Universitario | 2 de septiembre | 12:00     | 1 083        | 1          | 0         |
| Guadalajara | 2 - 0     | Juárez               | Akron                  | 3 de septiembre | 12:00     | 5 572        | 4          | 0         |
| Puebla      | 2 - 2     | Atlético de San Luis | Cuauhtémoc             | 3 de septiembre | 16:06     | 476          | 1          | 0         |
| Tijuana     | 1 - 1     | Monterrey            | Caliente               | 3 de septiembre | 20:06     | 1 633        | 2          | 1         |
| Necaxa      | 1 - 1     | Cruz Azul            | Victoria               | 4 de septiembre | 17:00     | 767          | 5          | 1         |
| Pachuca     | 5 - 0     | Mazatlán             | Hidalgo                | 4 de septiembre | 19:06     | 1 566        | 2          | 0         |
| Atlas       | 0 - 0     | Santos Laguna        | Jalisco                | 4 de septiembre | 21:10     | 614          | 5          | 0         |
| América     | 1 - 3     | Tigres UANL          | Azteca                 | 6 de septiembre | 19:00     | 2 371        | 3          | 0         |

| Jornada 10           | Jornada 10 | Jornada 10 | Jornada 10              | Jornada 10       | Jornada 10 | Jornada 10   | Jornada 10 | Jornada 10 |
| Local                | Resultado  | Visitante  | Estadio                 | Fecha            | Hora       | Espectadores | Amonestado | Expulsado  |
| -------------------- | ---------- | ---------- | ----------------------- | ---------------- | ---------- | ------------ | ---------- | ---------- |
| Guadalajara          | 3 - 1      | Querétaro  | Akron                   | 9 de septiembre  | 17:00      | 4 240        | 1          | 0          |
| Mazatlán             | 0 - 2      | Tijuana    | Mazatlán                | 9 de septiembre  | 19:06      | 379          | 3          | 0          |
| Pachuca              | 2 - 1      | Pumas UNAM | Hidalgo                 | 10 de septiembre | 16:00      | 6 548        | 5          | 0          |
| Santos Laguna        | 1 - 3      | Monterrey  | Corona                  | 10 de septiembre | 18:06      | 558          | 0          | 0          |
| Juárez               | 6 - 0      | Necaxa     | Olímpico Benito Juárez  | 10 de septiembre | 20:06      | 1 445        | 2          | 0          |
| Cruz Azul            | 2 - 0      | Atlas      | La Noria                | 11 de septiembre | 15:45      | 135          | 5          | 0          |
| Tigres UANL          | 3 - 1      | León       | Universitario           | 11 de septiembre | 19:00      | 4 078        | 4          | 0          |
| Atlético de San Luis | 1 - 4      | América    | Alfonso Lastras Ramírez | 12 de septiembre | 20:00      | 3 706        | 6          | 1          |
| Toluca               | 3 - 0      | Puebla     | Nemesio Diez            | 5 de octubre     | 17:00      | 989          | 3          | 0          |

| Jornada 11 | Jornada 11 | Jornada 11           | Jornada 11             | Jornada 11       | Jornada 11 | Jornada 11   | Jornada 11 | Jornada 11 |
| Local      | Resultado  | Visitante            | Estadio                | Fecha            | Hora       | Espectadores | Amonestado | Expulsado  |
| ---------- | ---------- | -------------------- | ---------------------- | ---------------- | ---------- | ------------ | ---------- | ---------- |
| Necaxa     | 2 - 2      | Santos Laguna        | Victoria               | 15 de septiembre | 17:00      | 475          | 4          | 0          |
| Querétaro  | 0 - 4      | Tigres UANL          | Corregidora            | 15 de septiembre | 17:06      | 1 142        | 2          | 0          |
| Monterrey  | 2 - 2      | Pachuca              | BBVA                   | 15 de septiembre | 21:00      | 2 632        | 1          | 0          |
| Pumas UNAM | 5 - 1      | Toluca               | Olímpico Universitario | 16 de septiembre | 12:00      | 1 981        | 1          | 0          |
| Puebla     | 2 - 0      | Cruz Azul            | Cuauhtémoc             | 17 de septiembre | 12:00      | 885          | 4          | 0          |
| América    | 2 - 1      | Guadalajara          | Azteca                 | 17 de septiembre | 17:00      | 14 266       | 4          | 0          |
| León       | 3 - 0      | Atlético de San Luis | Nou Camp               | 17 de septiembre | 19:06      | 421          | 3          | 1          |
| Tijuana    | 1 - 1      | Atlas                | Caliente               | 17 de septiembre | 19:06      | 1 033        | 1          | 0          |
| Mazatlán   | 0 - 1      | Juárez               | Mazatlán               | 17 de septiembre | 21:10      | 340          | 3          | 0          |

| Jornada 12           | Jornada 12 | Jornada 12 | Jornada 12              | Jornada 12       | Jornada 12 | Jornada 12   | Jornada 12 | Jornada 12 |
| Local                | Resultado  | Visitante  | Estadio                 | Fecha            | Hora       | Espectadores | Amonestado | Expulsado  |
| -------------------- | ---------- | ---------- | ----------------------- | ---------------- | ---------- | ------------ | ---------- | ---------- |
| Necaxa               | 0 - 4      | Monterrey  | Victoria                | 29 de septiembre | 17:00      | 598          | 3          | 0          |
| Cruz Azul            | 0 - 1      | León       | La Noria                | 30 de septiembre | 12:00      | 151          | 4          | 0          |
| Guadalajara          | 5 - 0      | Mazatlán   | Akron                   | 1 de octubre     | 16:00      | 1 082        | 1          | 0          |
| Pachuca              | 4 - 2      | América    | Hidalgo                 | 1 de octubre     | 18:06      | 6 448        | 5          | 0          |
| Juárez               | 2 - 2      | Querétaro  | Olímpico Benito Juárez  | 1 de octubre     | 20:06      | 1 769        | 5          | 0          |
| Atlético de San Luis | 0 - 2      | Tijuana    | Alfonso Lastras Ramírez | 2 de octubre     | 19:00      | 944          | 2          | 0          |
| Tigres UANL          | 3 - 0      | Pumas UNAM | Universitario           | 2 de octubre     | 19:00      | 3 651        | 5          | 0          |
| Atlas                | 2 - 1      | Puebla     | Jalisco                 | 2 de octubre     | 19:06      | 390          | 4          | 0          |
| Santos Laguna        | 2 - 2      | Toluca     | Corona                  | 2 de octubre     | 21:10      | 301          | 2          | 1          |

| Jornada 13 | Jornada 13 | Jornada 13           | Jornada 13              | Jornada 13   | Jornada 13 | Jornada 13   | Jornada 13 | Jornada 13 |
| Local      | Resultado  | Visitante            | Estadio                 | Fecha        | Hora       | Espectadores | Amonestado | Expulsado  |
| ---------- | ---------- | -------------------- | ----------------------- | ------------ | ---------- | ------------ | ---------- | ---------- |
| Cruz Azul  | 3 - 1      | Atlético de San Luis | La Noria                | 6 de octubre | 15:45      | 171          | 4          | 0          |
| Atlas      | 3 - 1      | Mazatlán             | Jalisco                 | 6 de octubre | 19:00      | 526          | 5          | 2          |
| Puebla     | 2 - 1      | Santos Laguna        | Cuauhtémoc              | 8 de octubre | 12:00      | 442          | 2          | 0          |
| América    | 5 - 2      | Juárez               | Cancha Centenario No. 5 | 8 de octubre | 15:45      | 565          | 4          | 0          |
| Tijuana    | 0 - 0      | Tigres UANL          | Caliente                | 8 de octubre | 17:00      | 2 633        | 5          | 0          |
| León       | 0 - 6      | Pachuca              | Nou Camp                | 8 de octubre | 21:06      | 589          | 4          | 2          |
| Toluca     | 2 - 4      | Guadalajara          | Nemesio Diez            | 9 de octubre | 17:00      | 5 809        | 6          | 1          |
| Pumas UNAM | 6 - 0      | Necaxa               | Olímpico Universitario  | 9 de octubre | 19:00      | 1 114        | 3          | 0          |
| Monterrey  | 3 - 1      | Querétaro            | BBVA                    | 9 de octubre | 21:00      | 1 397        | 2          | 0          |

| Jornada 14           | Jornada 14 | Jornada 14    | Jornada 14              | Jornada 14       | Jornada 14 | Jornada 14   | Jornada 14 | Jornada 14 |
| Local                | Resultado  | Visitante     | Estadio                 | Fecha            | Hora       | Espectadores | Amonestado | Expulsado  |
| -------------------- | ---------- | ------------- | ----------------------- | ---------------- | ---------- | ------------ | ---------- | ---------- |
| Juárez               | 3 - 0      | Puebla        | Olímpico Benito Juárez  | 14 de septiembre | 21:06      | 1 707        | 4          | 0          |
| Mazatlán             | 2 - 2      | Santos Laguna | Mazatlán                | 11 de octubre    | 19:06      | 252          | 2          | 2          |
| América              | 5 - 0      | Necaxa        | Cancha Centenario No. 5 | 12 de octubre    | 15:45      | 437          | 3          | 0          |
| Querétaro            | 3 - 2      | Pumas UNAM    | Corregidora             | 12 de octubre    | 17:06      | 382          | 2          | 1          |
| Toluca               | 2 - 1      | Atlas         | Nemesio Diez            | 12 de octubre    | 18:00      | 1 194        | 3          | 0          |
| Atlético de San Luis | 1 - 2      | Monterrey     | Alfonso Lastras Ramírez | 12 de octubre    | 19:00      | 1 222        | 6          | 0          |
| Guadalajara          | 2 - 0      | León          | Akron                   | 12 de octubre    | 19:10      | 4 164        | 3          | 0          |
| Tigres UANL          | 1 - 0      | Cruz Azul     | Universitario           | 12 de octubre    | 20:00      | 3 483        | 2          | 0          |
| Pachuca              | 2 - 3      | Tijuana       | Hidalgo                 | 12 de octubre    | 21:10      | 1 787        | 3          | 0          |

| Jornada 15           | Jornada 15 | Jornada 15  | Jornada 15              | Jornada 15    | Jornada 15 | Jornada 15   | Jornada 15 | Jornada 15 |
| Local                | Resultado  | Visitante   | Estadio                 | Fecha         | Hora       | Espectadores | Amonestado | Expulsado  |
| -------------------- | ---------- | ----------- | ----------------------- | ------------- | ---------- | ------------ | ---------- | ---------- |
| Cruz Azul            | 3 - 6      | Tijuana     | La Noria                | 15 de octubre | 12:00      | 217          | 2          | 0          |
| Puebla               | 1 - 6      | América     | Cuauhtémoc              | 15 de octubre | 12:00      | 3 559        | 3          | 0          |
| Atlético de San Luis | 0 - 1      | Tigres UANL | Alfonso Lastras Ramírez | 15 de octubre | 17:00      | 2 463        | 3          | 1          |
| Necaxa               | 0 - 1      | Atlas       | Victoria                | 15 de octubre | 17:00      | 487          | 2          | 0          |
| Guadalajara          | 3 - 0      | Pumas UNAM  | Akron                   | 15 de octubre | 18:06      | 6 191        | 0          | 0          |
| Querétaro            | 1 - 1      | Pachuca     | Corregidora             | 16 de octubre | 17:06      | 779          | 7          | 1          |
| Monterrey            | 3 - 1      | Mazatlán    | BBVA                    | 16 de octubre | 19:00      | 2 184        | 4          | 0          |
| León                 | 0 - 1      | Toluca      | Nou Camp                | 16 de octubre | 19:06      | 477          | 1          | 0          |
| Santos Laguna        | 0 - 4      | Juárez      | Corona                  | 16 de octubre | 21:10      | 251          | 2          | 0          |

| Jornada 16    | Jornada 16 | Jornada 16           | Jornada 16              | Jornada 16    | Jornada 16 | Jornada 16   | Jornada 16 | Jornada 16 |
| Local         | Resultado  | Visitante            | Estadio                 | Fecha         | Hora       | Espectadores | Amonestado | Expulsado  |
| ------------- | ---------- | -------------------- | ----------------------- | ------------- | ---------- | ------------ | ---------- | ---------- |
| América       | 4 - 1      | Querétaro            | Cancha Centenario No. 5 | 19 de octubre | 15:45      | 417          | 5          | 0          |
| Atlas         | 1 - 2      | Guadalajara          | Jalisco                 | 19 de octubre | 19:06      | 3 686        | 3          | 0          |
| Tigres UANL   | 1 - 3      | Monterrey            | Universitario           | 19 de octubre | 21:06      | 20 896       | 9          | 0          |
| Pachuca       | 3 - 1      | Necaxa               | Hidalgo                 | 19 de octubre | 21:10      | 1 406        | 4          | 1          |
| Toluca        | 3 - 0      | Cruz Azul            | Nemesio Diez            | 20 de octubre | 17:00      | 2 928        | 4          | 0          |
| Mazatlán      | 3 - 4      | Puebla               | Mazatlán                | 20 de octubre | 19:06      | 210          | 5          | 0          |
| Santos Laguna | 2 - 2      | León                 | Corona                  | 20 de octubre | 21:10      | 355          | 2          | 1          |
| Pumas UNAM    | 4 - 1      | Atlético de San Luis | Olímpico Universitario  | 21 de octubre | 12:00      | 1 335        | 0          | 1          |
| Tijuana       | 0 - 1      | Juárez               | Caliente                | 22 de octubre | 20:06      | 1 333        | 0          | 0          |

| Jornada 17           | Jornada 17 | Jornada 17    | Jornada 17              | Jornada 17     | Jornada 17 | Jornada 17   | Jornada 17 | Jornada 17 |
| Local                | Resultado  | Visitante     | Estadio                 | Fecha          | Hora       | Espectadores | Amonestado | Expulsado  |
| -------------------- | ---------- | ------------- | ----------------------- | -------------- | ---------- | ------------ | ---------- | ---------- |
| Necaxa               | 1 - 3      | Tigres UANL   | Victoria                | 3 de noviembre | 17:00      | 828          | 6          | 1          |
| León                 | 1 - 1      | Atlas         | Nou Camp                | 3 de noviembre | 17:00      | 386          | 5          | 0          |
| Guadalajara          | 3 - 0      | Pachuca       | Akron                   | 3 de noviembre | 19:06      | 4 794        | 1          | 1          |
| Monterrey            | 2 - 1      | América       | BBVA                    | 3 de noviembre | 21:00      | 7 495        | 7          | 0          |
| Juárez               | 0 - 2      | Pumas UNAM    | Olímpico Benito Juárez  | 3 de noviembre | 21:10      | 4 035        | 4          | 0          |
| Cruz Azul            | 6 - 0      | Santos Laguna | La Noria                | 4 de noviembre | 12:00      | 176          | 2          | 0          |
| Puebla               | 1 - 3      | Tijuana       | Cuauhtémoc              | 5 de noviembre | 12:00      | 207          | 3          | 0          |
| Atlético de San Luis | 0 - 1      | Toluca        | Alfonso Lastras Ramírez | 5 de noviembre | 17:00      | 863          | 5          | 0          |
| Querétaro            | 0 - 0      | Mazatlán      | Corregidora             | 6 de noviembre | 17:06      | 330          | 3          | 0          |

## Tabla General
- Datos según la página oficial de la competición.
- Fecha de actualización: 6 de noviembre de 2023

|     | Equipos              | PJ | PG | PE | PP | GF | GC | Dif. | Pts. |
| --- | -------------------- | -- | -- | -- | -- | -- | -- | ---- | ---- |
| 1.  | Tigres UANL          | 17 | 14 | 2  | 1  | 51 | 11 | 40   | 44   |
| 2.  | América              | 17 | 14 | 0  | 3  | 65 | 23 | 42   | 42   |
| 3.  | Guadalajara          | 17 | 13 | 3  | 1  | 43 | 11 | 32   | 42   |
| 4.  | Monterrey            | 17 | 11 | 5  | 1  | 41 | 13 | 28   | 38   |
| 5.  | Tijuana              | 17 | 10 | 4  | 3  | 35 | 21 | 14   | 34   |
| 6.  | Toluca               | 17 | 9  | 3  | 5  | 28 | 26 | 2    | 30   |
| 7.  | Pachuca              | 17 | 8  | 3  | 6  | 42 | 31 | 11   | 27   |
| 8.  | Pumas UNAM           | 17 | 8  | 2  | 7  | 37 | 27 | 10   | 26   |
| 9.  | Juárez               | 17 | 7  | 5  | 5  | 28 | 23 | 5    | 26   |
| 10. | León                 | 17 | 7  | 2  | 8  | 20 | 30 | -10  | 23   |
| 11. | Cruz Azul            | 17 | 7  | 1  | 9  | 25 | 32 | -7   | 22   |
| 12. | Querétaro            | 17 | 6  | 3  | 8  | 25 | 28 | -3   | 21   |
| 13. | Atlas                | 17 | 5  | 3  | 9  | 20 | 32 | -12  | 18   |
| 14. | Puebla               | 17 | 4  | 2  | 11 | 19 | 42 | -23  | 14   |
| 15. | Atlético de San Luis | 17 | 3  | 3  | 11 | 17 | 34 | -17  | 12   |
| 16. | Necaxa               | 17 | 2  | 2  | 13 | 10 | 44 | -34  | 8    |
| 17. | Santos               | 17 | 0  | 5  | 12 | 12 | 51 | -39  | 5    |
| 18. | Mazatlán             | 17 | 0  | 2  | 15 | 12 | 51 | -39  | 2    |

| Simbología |
| --- |
| Pos – Posición; PJ – Partidos Jugados; PG - Partidos Ganados; PE - Partidos Empatados; PP - Partidos Perdidos; GF – Goles a Favor; GC – Goles en Contra; DIF – Diferencia de Goles; PTS - Puntos. |

|  | Líder, Clasifica a Liguilla (1.º Lugar). |
|  | Clasifica a Liguilla (2.º a 8.º Lugar).  |
|  | Último lugar.                            |

### Evolución de la clasificación
Fecha de actualización: 6 de noviembre de 2023
| Equipo / Jornada     | 01 | 02 | 03 | 04 | 05 | 06 | 07 | 08 | 09 | 10 | 11 | 12 | 13 | 14 | 15 | 16 | 17 |
| -------------------- | -- | -- | -- | -- | -- | -- | -- | -- | -- | -- | -- | -- | -- | -- | -- | -- | -- |
| Tigres UANL          | 1  | 2  | 1  | 2  | 2  | 2  | 2  | 2  | 1  | 1  | 1  | 1  | 1  | 1  | 1  | 2  | 1  |
| América              | 2  | 1  | 2  | 1  | 1  | 1  | 1  | 1  | 2  | 2  | 2  | 2  | 2  | 2  | 2  | 1  | 2  |
| Guadalajara          | 7  | 7  | 5  | 6  | 5  | 3  | 3  | 3  | 3  | 3  | 3  | 3  | 3  | 3  | 3  | 3  | 3  |
| Monterrey            | 8  | 5  | 4  | 3  | 3  | 4  | 5  | 5  | 5  | 5  | 5  | 5  | 4  | 4  | 4  | 4  | 4  |
| Tijuana              | 12 | 8  | 9  | 8  | 10 | 8  | 6  | 4  | 4  | 4  | 4  | 4  | 5  | 5  | 5  | 5  | 5  |
| Toluca               | 11 | 6  | 6  | 7  | 8  | 11 | 12 | 11 | 9  | 11 | 12 | 12 | 11 | 7  | 7  | 7  | 6  |
| Pachuca              | 3  | 10 | 12 | 10 | 12 | 9  | 10 | 12 | 10 | 6  | 8  | 7  | 6  | 6  | 6  | 6  | 7  |
| Pumas UNAM           | 17 | 9  | 11 | 11 | 9  | 12 | 8  | 9  | 8  | 10 | 7  | 9  | 8  | 9  | 10 | 9  | 8  |
| Juárez               | 10 | 13 | 14 | 12 | 13 | 14 | 13 | 13 | 13 | 13 | 9  | 8  | 9  | 10 | 8  | 8  | 9  |
| León                 | 5  | 11 | 8  | 5  | 4  | 6  | 7  | 7  | 7  | 9  | 6  | 6  | 7  | 8  | 9  | 10 | 10 |
| Cruz Azul            | 6  | 4  | 3  | 4  | 7  | 10 | 11 | 8  | 11 | 7  | 10 | 11 | 10 | 12 | 12 | 12 | 11 |
| Querétaro            | 4  | 3  | 7  | 9  | 6  | 5  | 4  | 6  | 6  | 8  | 11 | 10 | 12 | 11 | 11 | 11 | 12 |
| Atlas                | 15 | 16 | 13 | 15 | 15 | 15 | 16 | 16 | 16 | 14 | 14 | 14 | 13 | 13 | 13 | 13 | 13 |
| Puebla               | 18 | 17 | 16 | 16 | 16 | 16 | 15 | 15 | 15 | 16 | 15 | 15 | 15 | 15 | 15 | 14 | 14 |
| Atlético de San Luis | 9  | 12 | 10 | 13 | 11 | 7  | 9  | 10 | 12 | 12 | 13 | 13 | 14 | 14 | 14 | 15 | 15 |
| Necaxa               | 16 | 14 | 15 | 14 | 14 | 13 | 14 | 14 | 14 | 15 | 16 | 16 | 16 | 16 | 16 | 16 | 16 |
| Santos               | 14 | 18 | 18 | 18 | 18 | 18 | 18 | 18 | 17 | 17 | 17 | 17 | 17 | 17 | 17 | 17 | 17 |
| Mazatlán             | 13 | 15 | 17 | 17 | 17 | 17 | 17 | 17 | 18 | 18 | 18 | 18 | 18 | 18 | 18 | 18 | 18 |

## Liguilla
|  | Cuartos de final                                                        | Cuartos de final                                                        | Cuartos de final                                                        | Cuartos de final                                                        | Cuartos de final                                                        |   |   | Semifinales                                                              | Semifinales                                                              | Semifinales                                                              | Semifinales                                                              | Semifinales                                                              |  |   | Final                                                          | Final                                                          | Final                                                          | Final                                                          | Final                                                          |  |
|  | 9 y 10 de noviembre de 2023 (ida) 12 y 13 de noviembre de 2023 (vuelta) | 9 y 10 de noviembre de 2023 (ida) 12 y 13 de noviembre de 2023 (vuelta) | 9 y 10 de noviembre de 2023 (ida) 12 y 13 de noviembre de 2023 (vuelta) | 9 y 10 de noviembre de 2023 (ida) 12 y 13 de noviembre de 2023 (vuelta) | 9 y 10 de noviembre de 2023 (ida) 12 y 13 de noviembre de 2023 (vuelta) |   |   | 16 y 17 de noviembre de 2023 (ida) 19 y 20 de noviembre de 2023 (vuelta) | 16 y 17 de noviembre de 2023 (ida) 19 y 20 de noviembre de 2023 (vuelta) | 16 y 17 de noviembre de 2023 (ida) 19 y 20 de noviembre de 2023 (vuelta) | 16 y 17 de noviembre de 2023 (ida) 19 y 20 de noviembre de 2023 (vuelta) | 16 y 17 de noviembre de 2023 (ida) 19 y 20 de noviembre de 2023 (vuelta) |  |   | 24 de noviembre de 2023 (ida) 27 de noviembre de 2023 (vuelta) | 24 de noviembre de 2023 (ida) 27 de noviembre de 2023 (vuelta) | 24 de noviembre de 2023 (ida) 27 de noviembre de 2023 (vuelta) | 24 de noviembre de 2023 (ida) 27 de noviembre de 2023 (vuelta) | 24 de noviembre de 2023 (ida) 27 de noviembre de 2023 (vuelta) |  |
|  |                                                                         |                                                                         |                                                                         |                                                                         |                                                                         |   |   |                                                                          |                                                                          |                                                                          |                                                                          |                                                                          |  |   |                                                                |                                                                |                                                                |                                                                |                                                                |  |
|  |                                                                         |                                                                         |                                                                         |                                                                         |                                                                         |   |   |                                                                          |                                                                          |                                                                          |                                                                          |                                                                          |  |   |                                                                |                                                                |                                                                |                                                                |                                                                |  |
|  | 1                                                                       | Tigres UANL                                                             | 3                                                                       | 2                                                                       | 5                                                                       |   |   |                                                                          |                                                                          |                                                                          |                                                                          |                                                                          |  |   |                                                                |                                                                |                                                                |                                                                |                                                                |  |
|  | 1                                                                       | Tigres UANL                                                             | 3                                                                       | 2                                                                       | 5                                                                       |   |   |                                                                          |                                                                          |                                                                          |                                                                          |                                                                          |  |   |                                                                |                                                                |                                                                |                                                                |                                                                |  |
|  | 8                                                                       | Pumas UNAM                                                              | 1                                                                       | 1                                                                       | 2                                                                       |   |   |                                                                          |                                                                          |                                                                          |                                                                          |                                                                          |  |   |                                                                |                                                                |                                                                |                                                                |                                                                |  |
|  | 8                                                                       | Pumas UNAM                                                              | 1                                                                       | 1                                                                       | 2                                                                       |   | 1 | Tigres UANL                                                              | 0                                                                        | 1                                                                        | 1                                                                        |                                                                          |  |   |                                                                |                                                                |                                                                |                                                                |                                                                |  |
|  |                                                                         |                                                                         |                                                                         |                                                                         |                                                                         |   | 1 | Tigres UANL                                                              | 0                                                                        | 1                                                                        | 1                                                                        |                                                                          |  |   |                                                                |                                                                |                                                                |                                                                |                                                                |  |
|  |                                                                         |                                                                         | 4                                                                       | Monterrey                                                               | 0                                                                       | 0 | 0 |                                                                          |                                                                          |                                                                          |                                                                          |                                                                          |  |   |                                                                |                                                                |                                                                |                                                                |                                                                |  |
|  | 4                                                                       | Monterrey                                                               | 4                                                                       | Monterrey                                                               | 0                                                                       | 0 | 0 | 2                                                                        | 6                                                                        | 8                                                                        |                                                                          |                                                                          |  |   |                                                                |                                                                |                                                                |                                                                |                                                                |  |
|  | 4                                                                       | Monterrey                                                               |                                                                         |                                                                         |                                                                         |   |   |                                                                          |                                                                          | 8                                                                        |                                                                          |                                                                          |  |   |                                                                |                                                                |                                                                |                                                                |                                                                |  |
|  | 5                                                                       | Tijuana                                                                 | 1                                                                       | 3                                                                       | 4                                                                       |   |   |                                                                          |                                                                          |                                                                          |                                                                          |                                                                          |  |   |                                                                |                                                                |                                                                |                                                                |                                                                |  |
|  | 5                                                                       | Tijuana                                                                 | 1                                                                       | 3                                                                       | 4                                                                       |   |   |                                                                          |                                                                          |                                                                          |                                                                          |                                                                          |  | 1 | Tigres UANL                                                    | 3                                                              | 0                                                              | 3                                                              |                                                                |  |
|  |                                                                         |                                                                         |                                                                         |                                                                         |                                                                         |   |   |                                                                          |                                                                          |                                                                          |                                                                          |                                                                          |  | 1 | Tigres UANL                                                    | 3                                                              | 0                                                              | 3                                                              |                                                                |  |
|  |                                                                         |                                                                         | 2                                                                       | América                                                                 | 0                                                                       | 0 | 0 |                                                                          |                                                                          |                                                                          |                                                                          |                                                                          |  |   |                                                                |                                                                |                                                                |                                                                |                                                                |  |
|  | 2                                                                       | América                                                                 | 2                                                                       | América                                                                 | 0                                                                       | 0 | 0 | 6                                                                        | 3                                                                        | 9                                                                        |                                                                          |                                                                          |  |   |                                                                |                                                                |                                                                |                                                                |                                                                |  |
|  | 2                                                                       | América                                                                 |                                                                         |                                                                         |                                                                         |   |   |                                                                          |                                                                          | 9                                                                        |                                                                          |                                                                          |  |   |                                                                |                                                                |                                                                |                                                                |                                                                |  |
|  | 7                                                                       | Pachuca                                                                 | 0                                                                       | 2                                                                       | 2                                                                       |   |   |                                                                          |                                                                          |                                                                          |                                                                          |                                                                          |  |   |                                                                |                                                                |                                                                |                                                                |                                                                |  |
|  | 7                                                                       | Pachuca                                                                 | 0                                                                       | 2                                                                       | 2                                                                       |   | 2 | América                                                                  | 2                                                                        | 2                                                                        | 4                                                                        |                                                                          |  |   |                                                                |                                                                |                                                                |                                                                |                                                                |  |
|  |                                                                         |                                                                         |                                                                         |                                                                         |                                                                         |   | 2 | América                                                                  | 2                                                                        | 2                                                                        | 4                                                                        |                                                                          |  |   |                                                                |                                                                |                                                                |                                                                |                                                                |  |
|  |                                                                         |                                                                         | 3                                                                       | Guadalajara                                                             | 2                                                                       | 1 | 3 |                                                                          |                                                                          |                                                                          |                                                                          |                                                                          |  |   |                                                                |                                                                |                                                                |                                                                |                                                                |  |
|  | 3                                                                       | Guadalajara                                                             | 3                                                                       | Guadalajara                                                             | 2                                                                       | 1 | 3 | 3                                                                        | 2                                                                        | 5                                                                        |                                                                          |                                                                          |  |   |                                                                |                                                                |                                                                |                                                                |                                                                |  |
|  | 3                                                                       | Guadalajara                                                             |                                                                         |                                                                         |                                                                         |   |   |                                                                          |                                                                          | 5                                                                        |                                                                          |                                                                          |  |   |                                                                |                                                                |                                                                |                                                                |                                                                |  |
|  | 6                                                                       | Toluca                                                                  | 0                                                                       | 1                                                                       | 1                                                                       |   |   |                                                                          |                                                                          |                                                                          |                                                                          |                                                                          |  |   |                                                                |                                                                |                                                                |                                                                |                                                                |  |
|  | 6                                                                       | Toluca                                                                  | 0                                                                       | 1                                                                       | 1                                                                       |   |   |                                                                          |                                                                          |                                                                          |                                                                          |                                                                          |  |   |                                                                |                                                                |                                                                |                                                                |                                                                |  |
|  |                                                                         |                                                                         |                                                                         |                                                                         |                                                                         |   |   |                                                                          |                                                                          |                                                                          |                                                                          |                                                                          |  |   |                                                                |                                                                |                                                                |                                                                |                                                                |  |

### Cuartos de final

#### Tigres UANL – Pumas UNAM
| 10 de noviembre de 2023 | Pumas UNAM        | 1:3 (1:0) | Tigres UANL                                        | Estadio Olímpico Universitario, Ciudad de México           |                                                            |
| 20:00 (UTC-6)           | A. Chavarin 45+3' | Reporte   | 48' C. Ferral · 62' G. Espinoza · 77' A. Rodríguez | Asistencia: 6 504 espectadores Árbitro(s): Gustavo Padilla | Asistencia: 6 504 espectadores Árbitro(s): Gustavo Padilla |

| 13 de noviembre de 2023                                         | Tigres UANL                  | 2:1 (1:0) (Global 5:2) | Pumas UNAM      | Estadio Universitario, San Nicolás de los Garza         |                                                         |
| 19:00 (UTC-6)                                                   | B. Cruz 39' · S. Mayor 90+5' | Reporte                | 62' A. Chavarin | Asistencia: 3 347 espectadores Árbitra: Karen Hernández | Asistencia: 3 347 espectadores Árbitra: Karen Hernández |
| Tigres UANL avanzó a Semifinales con un marcador global de 5–2. |                              |                        |                 |                                                         |                                                         |

#### América – Pachuca
| 9 de noviembre de 2023 | Pachuca | 0:6 (0:2) | América                                                                                              | Estadio Hidalgo, Pachuca                                |                                                         |
| 21:06 (UTC-6)          |         | Reporte   | 10' K. Palacios · 35' Al. González · 50', 54' K. Martínez · 64' N. Mauleón · 90+1' (pen.) A. Pereira | Asistencia: 9 795 espectadores Árbitra: Karen Hernández | Asistencia: 9 795 espectadores Árbitra: Karen Hernández |

| 12 de noviembre de 2023                                     | América                                  | 3:2 (2:1) (Global 9:2) | Pachuca                        | Estadio Azteca, Ciudad de México                           |                                                            |
| 12:00 (UTC-6)                                               | K. Martínez 37', 39' · Ki. Rodríguez 69' | Reporte                | 16' V. Salazar · 87' C. Corral | Asistencia: 5 081 espectadores Árbitro(s): Yonatan Peinado | Asistencia: 5 081 espectadores Árbitro(s): Yonatan Peinado |
| América avanzó a Semifinales con un marcador global de 9–2. |                                          |                        |                                |                                                            |                                                            |

#### Guadalajara – Toluca
| 9 de noviembre de 2023 | Toluca | 0:3 (0:1) | Guadalajara                                   | Estadio Nemesio Díez, Toluca                                   |                                                                |
| 17:00 (UTC-6)          |        | Reporte   | 11' (pen.), 72' A. Cervantes · 68' D. Godínez | Asistencia: 6 466 espectadores Árbitra: Lizzet Amairany García | Asistencia: 6 466 espectadores Árbitra: Lizzet Amairany García |

| 12 de noviembre de 2023                                         | Guadalajara                  | 2:1 (2:0) (Global 5:1) | Toluca            | Estadio Akron, Zapopan                                   |                                                          |
| 21:06 (UTC-6)                                                   | A. Cervantes 22', 44' (pen.) | Reporte                | 90+1' C. Bensalem | Asistencia: 7 212 espectadores Árbitra: Francia González | Asistencia: 7 212 espectadores Árbitra: Francia González |
| Guadalajara avanzó a Semifinales con un marcador global de 5–1. |                              |                        |                   |                                                          |                                                          |

#### Monterrey – Tijuana
| 10 de noviembre de 2023     | Tijuana         | 1:2 (0:1) | Monterrey                        | Estadio Caliente, Tijuana                              |                                                        |
| 16:06 (UTC-8) 18:06 (UTC-6) | D. Espinosa 90' | Reporte   | 33' C. Burkenroad · 66' N. Pérez | Asistencia: 2 533 espectadores Árbitra: Priscila Borja | Asistencia: 2 533 espectadores Árbitra: Priscila Borja |

| 13 de noviembre de 2023                                       | Monterrey                                                                                     | 6:3 (3:1) (Global 8:4) | Tijuana                             | Estadio BBVA, Guadalupe                                    |                                                            |
| 21:05 (UTC-6)                                                 | C. Giammona 5', 54' · S. Simental 11' · N. Pérez 37' · D. Evangelista 65' · J. Seoposenwe 69' | Reporte                | 45+2' S. Muñoz · 47', 77' M. Pelayo | Asistencia: 4 768 espectadores Árbitra: Katia Itzel García | Asistencia: 4 768 espectadores Árbitra: Katia Itzel García |
| Monterrey avanzó a Semifinales con un marcador global de 8–4. |                                                                                               |                        |                                     |                                                            |                                                            |

### Semifinales

#### Tigres UANL – Monterrey
| 17 de noviembre de 2023 | Monterrey | 0:0     | Tigres UANL | Estadio BBVA, Guadalupe                                   |                                                           |
| 19:00 (UTC-6)           |           | Reporte |             | Asistencia: 18 290 espectadores Árbitra: Francia González | Asistencia: 18 290 espectadores Árbitra: Francia González |

| 20 de noviembre de 2023                                      | Tigres UANL  | 1:0 (0:0) (Global 1:0) | Monterrey | Estadio Universitario, San Nicolás de los Garza                 |                                                                 |
| 20:00 (UTC-6)                                                | S. Mayor 81' | Reporte                |           | Asistencia: 40 039 espectadores Árbitra: Priscila Eritzel Pérez | Asistencia: 40 039 espectadores Árbitra: Priscila Eritzel Pérez |
| Tigres UANL avanzó a la Final con un marcador global de 1–0. |              |                        |           |                                                                 |                                                                 |

#### América – Guadalajara
| 16 de noviembre de 2023 | Guadalajara                  | 2:2 (0:2) | América                           | Estadio Akron, Zapopan                                          |                                                                 |
| 21:06 (UTC-6)           | A. Cervantes 53' (pen.), 83' | Reporte   | 2' K. Martínez · 12' Al. González | Asistencia: 27 401 espectadores Árbitra: Lizzet Amairany García | Asistencia: 27 401 espectadores Árbitra: Lizzet Amairany García |

| 19 de noviembre de 2023                                  | América                          | 2:1 (0:0) (Global 4:3) | Guadalajara    | Estadio Azteca, Ciudad de México                            |                                                             |
| 16:00 (UTC-6)                                            | K. Palacios 75' · A. Pereira 79' | Reporte                | 68' C. Montero | Asistencia: 13 524 espectadores Árbitra: Katia Itzel García | Asistencia: 13 524 espectadores Árbitra: Katia Itzel García |
| América avanzó a la Final con un marcador global de 4–3. |                                  |                        |                |                                                             |                                                             |

### Final

#### Tigres UANL – América
| 24 de noviembre de 2023 | América | 0:3 (0:2) | Tigres UANL                               | Estadio Azteca, Ciudad de México                                |                                                                 |
| 20:00 (UTC-6)           |         | Reporte   | 10' S. Mayor · 26' M. Reyes · 57' B. Cruz | Asistencia: 17 234 espectadores Árbitra: Lizzet Amairany García | Asistencia: 17 234 espectadores Árbitra: Lizzet Amairany García |

| 27 de noviembre de 2023                                                                 | Tigres UANL | 0:0 (Global 3:0) | América | Estadio Universitario, San Nicolás de los Garza          |                                                          |
| 20:00 (UTC-6)                                                                           |             | Reporte          |         | Asistencia: 38 493 espectadores Árbitra: Karen Hernández | Asistencia: 38 493 espectadores Árbitra: Karen Hernández |
| Tigres UANL se proclamó campeón del Torneo Apertura 2023 con un marcador global de 3–0. |             |                  |         |                                                          |                                                          |

##### Final - Ida
| 23    | POR   | Itzel González      |     |
| 26    | DEF   | Karen Luna          |     |
| 2     | DEF   | Jocelyn Orejel      |     |
| 4     | DEF   | Andrea Pereira      |     |
| 3     | DEF   | Karina Rodríguez    |     |
| 15    | DEF   | Kimberly Rodríguez  |     |
| 5     | MED   | Aurélie Kaci        | 64' |
| 17    | MED   | Natalia Mauleón     | 59' |
| 19    | MED   | Montserrat Saldívar | 80' |
| 9     | DEL   | Katty Martínez      | 64' |
| 7     | DEL   | Kiana Palacios      | 80' |
| D. T. | D. T. | Ángel Villacampa    |     |

| 1     | POR   | Cecilia Santiago  |     |
| 23    | DEF   | Jana Gutiérrez    |     |
| 4     | DEF   | Greta Espinoza    |     |
| 22    | DEF   | Anika Rodríguez   |     |
| 8     | MED   | Alexia Delgado    | 85' |
| 14    | MED   | Lizbeth Ovalle    |     |
| 18    | MED   | Belén Cruz        | 70' |
| 7     | MED   | Liliana Mercado   |     |
| 15    | DEL   | Cristina Ferral   |     |
| 24    | DEL   | Maricarmen Reyes  | 58' |
| 9     | DEL   | Stephany Mayor    |     |
| D. T. | D. T. | Milagros Martínez |     |

| 22 | Centrocampista | Sarah Luebbert  | 59' |
| 24 | Centrocampista | Kheira Hamraoui | 64' |
| 10 | Delantero      | Alison González | 64' |
| 11 | Centrocampista | Aylín Aviléz    | 80' |
| 27 | Centrocampista | Miah Zuazua     | 80' |

| 11 | Centrocampista | Nayeli Rangel    | 58' |
| 25 | Centrocampista | Joseline Montoya | 72' |
| 6  | Centrocampista | Nancy Antonio    | 72' |

| 10' · 26' · 57' | Stephany Mayor Maricarmen Reyes Belén Cruz | 0–1 0–2 0–3 |

| 60' · 74' · 90+3' | Aurélie Kaci Andrea Pereira Kheira Hamraoui |

| 89' | Jana Gutiérrez |

| Principal  | Lizzet Amairany García Olvera |
| Asistentes | Damaris Saray Jiménez Díaz    |
|            | Karla Angélica Flores Ortega  |
| Cuarto     | Katia Itzel García Mendoza    |

|                    |     |     |
| Tiros              | 18  | 12  |
| Tiros a puerta     | 2   | 7   |
| Saques de esquina  | 7   | 4   |
| Posesión del balón | 62% | 38% |

| Alineación inicial |

| 23    | POR   | Itzel González      |     |
| 26    | DEF   | Karen Luna          |     |
| 2     | DEF   | Jocelyn Orejel      |     |
| 4     | DEF   | Andrea Pereira      |     |
| 3     | DEF   | Karina Rodríguez    |     |
| 15    | DEF   | Kimberly Rodríguez  |     |
| 5     | MED   | Aurélie Kaci        | 64' |
| 17    | MED   | Natalia Mauleón     | 59' |
| 19    | MED   | Montserrat Saldívar | 80' |
| 9     | DEL   | Katty Martínez      | 64' |
| 7     | DEL   | Kiana Palacios      | 80' |
| D. T. | D. T. | Ángel Villacampa    |     |

| 1     | POR   | Cecilia Santiago  |     |
| 23    | DEF   | Jana Gutiérrez    |     |
| 4     | DEF   | Greta Espinoza    |     |
| 22    | DEF   | Anika Rodríguez   |     |
| 8     | MED   | Alexia Delgado    | 85' |
| 14    | MED   | Lizbeth Ovalle    |     |
| 18    | MED   | Belén Cruz        | 70' |
| 7     | MED   | Liliana Mercado   |     |
| 15    | DEL   | Cristina Ferral   |     |
| 24    | DEL   | Maricarmen Reyes  | 58' |
| 9     | DEL   | Stephany Mayor    |     |
| D. T. | D. T. | Milagros Martínez |     |

| 22 | Centrocampista | Sarah Luebbert  | 59' |
| 24 | Centrocampista | Kheira Hamraoui | 64' |
| 10 | Delantero      | Alison González | 64' |
| 11 | Centrocampista | Aylín Aviléz    | 80' |
| 27 | Centrocampista | Miah Zuazua     | 80' |

| 11 | Centrocampista | Nayeli Rangel    | 58' |
| 25 | Centrocampista | Joseline Montoya | 72' |
| 6  | Centrocampista | Nancy Antonio    | 72' |

| 10' · 26' · 57' | Stephany Mayor Maricarmen Reyes Belén Cruz | 0–1 0–2 0–3 |

| 60' · 74' · 90+3' | Aurélie Kaci Andrea Pereira Kheira Hamraoui |

| 89' | Jana Gutiérrez |

| Principal  | Lizzet Amairany García Olvera |
| Asistentes | Damaris Saray Jiménez Díaz    |
|            | Karla Angélica Flores Ortega  |
| Cuarto     | Katia Itzel García Mendoza    |

|                    |     |     |
| Tiros              | 18  | 12  |
| Tiros a puerta     | 2   | 7   |
| Saques de esquina  | 7   | 4   |
| Posesión del balón | 62% | 38% |

| Alineación inicial |

| 23    | POR   | Itzel González      |     |
| 26    | DEF   | Karen Luna          |     |
| 2     | DEF   | Jocelyn Orejel      |     |
| 4     | DEF   | Andrea Pereira      |     |
| 3     | DEF   | Karina Rodríguez    |     |
| 15    | DEF   | Kimberly Rodríguez  |     |
| 5     | MED   | Aurélie Kaci        | 64' |
| 17    | MED   | Natalia Mauleón     | 59' |
| 19    | MED   | Montserrat Saldívar | 80' |
| 9     | DEL   | Katty Martínez      | 64' |
| 7     | DEL   | Kiana Palacios      | 80' |
| D. T. | D. T. | Ángel Villacampa    |     |

| 1     | POR   | Cecilia Santiago  |     |
| 23    | DEF   | Jana Gutiérrez    |     |
| 4     | DEF   | Greta Espinoza    |     |
| 22    | DEF   | Anika Rodríguez   |     |
| 8     | MED   | Alexia Delgado    | 85' |
| 14    | MED   | Lizbeth Ovalle    |     |
| 18    | MED   | Belén Cruz        | 70' |
| 7     | MED   | Liliana Mercado   |     |
| 15    | DEL   | Cristina Ferral   |     |
| 24    | DEL   | Maricarmen Reyes  | 58' |
| 9     | DEL   | Stephany Mayor    |     |
| D. T. | D. T. | Milagros Martínez |     |

| 22 | Centrocampista | Sarah Luebbert  | 59' |
| 24 | Centrocampista | Kheira Hamraoui | 64' |
| 10 | Delantero      | Alison González | 64' |
| 11 | Centrocampista | Aylín Aviléz    | 80' |
| 27 | Centrocampista | Miah Zuazua     | 80' |

| 11 | Centrocampista | Nayeli Rangel    | 58' |
| 25 | Centrocampista | Joseline Montoya | 72' |
| 6  | Centrocampista | Nancy Antonio    | 72' |

| 10' · 26' · 57' | Stephany Mayor Maricarmen Reyes Belén Cruz | 0–1 0–2 0–3 |

| 60' · 74' · 90+3' | Aurélie Kaci Andrea Pereira Kheira Hamraoui |

| 89' | Jana Gutiérrez |

| Principal  | Lizzet Amairany García Olvera |
| Asistentes | Damaris Saray Jiménez Díaz    |
|            | Karla Angélica Flores Ortega  |
| Cuarto     | Katia Itzel García Mendoza    |

|                    |     |     |
| Tiros              | 18  | 12  |
| Tiros a puerta     | 2   | 7   |
| Saques de esquina  | 7   | 4   |
| Posesión del balón | 62% | 38% |

| Alineación inicial |

| 23    | POR   | Itzel González      |     |
| 26    | DEF   | Karen Luna          |     |
| 2     | DEF   | Jocelyn Orejel      |     |
| 4     | DEF   | Andrea Pereira      |     |
| 3     | DEF   | Karina Rodríguez    |     |
| 15    | DEF   | Kimberly Rodríguez  |     |
| 5     | MED   | Aurélie Kaci        | 64' |
| 17    | MED   | Natalia Mauleón     | 59' |
| 19    | MED   | Montserrat Saldívar | 80' |
| 9     | DEL   | Katty Martínez      | 64' |
| 7     | DEL   | Kiana Palacios      | 80' |
| D. T. | D. T. | Ángel Villacampa    |     |

| 1     | POR   | Cecilia Santiago  |     |
| 23    | DEF   | Jana Gutiérrez    |     |
| 4     | DEF   | Greta Espinoza    |     |
| 22    | DEF   | Anika Rodríguez   |     |
| 8     | MED   | Alexia Delgado    | 85' |
| 14    | MED   | Lizbeth Ovalle    |     |
| 18    | MED   | Belén Cruz        | 70' |
| 7     | MED   | Liliana Mercado   |     |
| 15    | DEL   | Cristina Ferral   |     |
| 24    | DEL   | Maricarmen Reyes  | 58' |
| 9     | DEL   | Stephany Mayor    |     |
| D. T. | D. T. | Milagros Martínez |     |

| 22 | Centrocampista | Sarah Luebbert  | 59' |
| 24 | Centrocampista | Kheira Hamraoui | 64' |
| 10 | Delantero      | Alison González | 64' |
| 11 | Centrocampista | Aylín Aviléz    | 80' |
| 27 | Centrocampista | Miah Zuazua     | 80' |

| 11 | Centrocampista | Nayeli Rangel    | 58' |
| 25 | Centrocampista | Joseline Montoya | 72' |
| 6  | Centrocampista | Nancy Antonio    | 72' |

| 10' · 26' · 57' | Stephany Mayor Maricarmen Reyes Belén Cruz | 0–1 0–2 0–3 |

| 60' · 74' · 90+3' | Aurélie Kaci Andrea Pereira Kheira Hamraoui |

| 89' | Jana Gutiérrez |

| Principal  | Lizzet Amairany García Olvera |
| Asistentes | Damaris Saray Jiménez Díaz    |
|            | Karla Angélica Flores Ortega  |
| Cuarto     | Katia Itzel García Mendoza    |

|                    |     |     |
| Tiros              | 18  | 12  |
| Tiros a puerta     | 2   | 7   |
| Saques de esquina  | 7   | 4   |
| Posesión del balón | 62% | 38% |

| Alineación inicial |

##### Final - Vuelta
| 1     | POR   | Cecilia Santiago  |     |
| 23    | DEF   | Jana Gutiérrez    | 88' |
| 4     | DEF   | Greta Espinoza    |     |
| 22    | DEF   | Anika Rodríguez   |     |
| 8     | MED   | Alexia Delgado    | 82' |
| 14    | MED   | Lizbeth Ovalle    |     |
| 18    | MED   | Belén Cruz        | 72' |
| 7     | MED   | Liliana Mercado   |     |
| 15    | DEL   | Cristina Ferral   |     |
| 24    | DEL   | Maricarmen Reyes  |     |
| 9     | DEL   | Stephany Mayor    |     |
| D. T. | D. T. | Milagros Martínez |     |

| 23    | POR   | Itzel González      |     |
| 4     | DEF   | Andrea Pereira      |     |
| 3     | DEF   | Karina Rodríguez    |     |
| 15    | DEF   | Kimberly Rodríguez  |     |
| 2     | DEF   | Jocelyn Orejel      | 59' |
| 26    | DEF   | Karen Luna          |     |
| 19    | MED   | Montserrat Saldívar | 59' |
| 5     | MED   | Aurélie Kaci        | 81' |
| 9     | DEL   | Katty Martínez      | 81' |
| 7     | DEL   | Kiana Palacios      |     |
| 10    | DEL   | Alison González     | 59' |
| D. T. | D. T. | Ángel Villacampa    |     |

| 25 | Centrocampista | Joseline Montoya   | 72' |
| 11 | Centrocampista | Nayeli Rangel      | 82' |
| 17 | Centrocampista | Natalia Villarreal | 88' |

| 22 | Centrocampista | Sarah Luebbert  | 59' |
| 24 | Centrocampista | Kheira Hamraoui | 59' |
| 17 | Delantero      | Natalia Mauleón | 59' |
| 11 | Centrocampista | Aylín Aviléz    | 81' |
| 27 | Centrocampista | Miah Zuazua     | 81' |

| 56' · 73' · 87' · 90' · 90' | Alexia Delgado Joseline Montoya Stephany Mayor Liliana Mercado Nayeli Rangel |

| 14' · 15' · 25' · 45' · 62' · 80' · 90' | Jocelyn Orejel Katty Martínez Aurélie Kaci Kiana Palacios Kimberly Rodríguez Karen Luna Sarah Luebbert |

| Principal  | Karen Hernández Andrade      |
| Asistentes | Elva Gutiérrez Martínez      |
|            | Aranza Quero Aguilar         |
| Cuarto     | Priscila Eritzel Pérez Borja |

|                    |     |     |
| Tiros              | 11  | 13  |
| Tiros a puerta     | 6   | 3   |
| Saques de esquina  | 6   | 8   |
| Posesión del balón | 38% | 62% |

| Alineación inicial |

| 1     | POR   | Cecilia Santiago  |     |
| 23    | DEF   | Jana Gutiérrez    | 88' |
| 4     | DEF   | Greta Espinoza    |     |
| 22    | DEF   | Anika Rodríguez   |     |
| 8     | MED   | Alexia Delgado    | 82' |
| 14    | MED   | Lizbeth Ovalle    |     |
| 18    | MED   | Belén Cruz        | 72' |
| 7     | MED   | Liliana Mercado   |     |
| 15    | DEL   | Cristina Ferral   |     |
| 24    | DEL   | Maricarmen Reyes  |     |
| 9     | DEL   | Stephany Mayor    |     |
| D. T. | D. T. | Milagros Martínez |     |

| 23    | POR   | Itzel González      |     |
| 4     | DEF   | Andrea Pereira      |     |
| 3     | DEF   | Karina Rodríguez    |     |
| 15    | DEF   | Kimberly Rodríguez  |     |
| 2     | DEF   | Jocelyn Orejel      | 59' |
| 26    | DEF   | Karen Luna          |     |
| 19    | MED   | Montserrat Saldívar | 59' |
| 5     | MED   | Aurélie Kaci        | 81' |
| 9     | DEL   | Katty Martínez      | 81' |
| 7     | DEL   | Kiana Palacios      |     |
| 10    | DEL   | Alison González     | 59' |
| D. T. | D. T. | Ángel Villacampa    |     |

| 25 | Centrocampista | Joseline Montoya   | 72' |
| 11 | Centrocampista | Nayeli Rangel      | 82' |
| 17 | Centrocampista | Natalia Villarreal | 88' |

| 22 | Centrocampista | Sarah Luebbert  | 59' |
| 24 | Centrocampista | Kheira Hamraoui | 59' |
| 17 | Delantero      | Natalia Mauleón | 59' |
| 11 | Centrocampista | Aylín Aviléz    | 81' |
| 27 | Centrocampista | Miah Zuazua     | 81' |

| 56' · 73' · 87' · 90' · 90' | Alexia Delgado Joseline Montoya Stephany Mayor Liliana Mercado Nayeli Rangel |

| 14' · 15' · 25' · 45' · 62' · 80' · 90' | Jocelyn Orejel Katty Martínez Aurélie Kaci Kiana Palacios Kimberly Rodríguez Karen Luna Sarah Luebbert |

| Principal  | Karen Hernández Andrade      |
| Asistentes | Elva Gutiérrez Martínez      |
|            | Aranza Quero Aguilar         |
| Cuarto     | Priscila Eritzel Pérez Borja |

|                    |     |     |
| Tiros              | 11  | 13  |
| Tiros a puerta     | 6   | 3   |
| Saques de esquina  | 6   | 8   |
| Posesión del balón | 38% | 62% |

| Alineación inicial |

| 1     | POR   | Cecilia Santiago  |     |
| 23    | DEF   | Jana Gutiérrez    | 88' |
| 4     | DEF   | Greta Espinoza    |     |
| 22    | DEF   | Anika Rodríguez   |     |
| 8     | MED   | Alexia Delgado    | 82' |
| 14    | MED   | Lizbeth Ovalle    |     |
| 18    | MED   | Belén Cruz        | 72' |
| 7     | MED   | Liliana Mercado   |     |
| 15    | DEL   | Cristina Ferral   |     |
| 24    | DEL   | Maricarmen Reyes  |     |
| 9     | DEL   | Stephany Mayor    |     |
| D. T. | D. T. | Milagros Martínez |     |

| 23    | POR   | Itzel González      |     |
| 4     | DEF   | Andrea Pereira      |     |
| 3     | DEF   | Karina Rodríguez    |     |
| 15    | DEF   | Kimberly Rodríguez  |     |
| 2     | DEF   | Jocelyn Orejel      | 59' |
| 26    | DEF   | Karen Luna          |     |
| 19    | MED   | Montserrat Saldívar | 59' |
| 5     | MED   | Aurélie Kaci        | 81' |
| 9     | DEL   | Katty Martínez      | 81' |
| 7     | DEL   | Kiana Palacios      |     |
| 10    | DEL   | Alison González     | 59' |
| D. T. | D. T. | Ángel Villacampa    |     |

| 25 | Centrocampista | Joseline Montoya   | 72' |
| 11 | Centrocampista | Nayeli Rangel      | 82' |
| 17 | Centrocampista | Natalia Villarreal | 88' |

| 22 | Centrocampista | Sarah Luebbert  | 59' |
| 24 | Centrocampista | Kheira Hamraoui | 59' |
| 17 | Delantero      | Natalia Mauleón | 59' |
| 11 | Centrocampista | Aylín Aviléz    | 81' |
| 27 | Centrocampista | Miah Zuazua     | 81' |

| 56' · 73' · 87' · 90' · 90' | Alexia Delgado Joseline Montoya Stephany Mayor Liliana Mercado Nayeli Rangel |

| 14' · 15' · 25' · 45' · 62' · 80' · 90' | Jocelyn Orejel Katty Martínez Aurélie Kaci Kiana Palacios Kimberly Rodríguez Karen Luna Sarah Luebbert |

| Principal  | Karen Hernández Andrade      |
| Asistentes | Elva Gutiérrez Martínez      |
|            | Aranza Quero Aguilar         |
| Cuarto     | Priscila Eritzel Pérez Borja |

|                    |     |     |
| Tiros              | 11  | 13  |
| Tiros a puerta     | 6   | 3   |
| Saques de esquina  | 6   | 8   |
| Posesión del balón | 38% | 62% |

| Alineación inicial |

| 1     | POR   | Cecilia Santiago  |     |
| 23    | DEF   | Jana Gutiérrez    | 88' |
| 4     | DEF   | Greta Espinoza    |     |
| 22    | DEF   | Anika Rodríguez   |     |
| 8     | MED   | Alexia Delgado    | 82' |
| 14    | MED   | Lizbeth Ovalle    |     |
| 18    | MED   | Belén Cruz        | 72' |
| 7     | MED   | Liliana Mercado   |     |
| 15    | DEL   | Cristina Ferral   |     |
| 24    | DEL   | Maricarmen Reyes  |     |
| 9     | DEL   | Stephany Mayor    |     |
| D. T. | D. T. | Milagros Martínez |     |

| 23    | POR   | Itzel González      |     |
| 4     | DEF   | Andrea Pereira      |     |
| 3     | DEF   | Karina Rodríguez    |     |
| 15    | DEF   | Kimberly Rodríguez  |     |
| 2     | DEF   | Jocelyn Orejel      | 59' |
| 26    | DEF   | Karen Luna          |     |
| 19    | MED   | Montserrat Saldívar | 59' |
| 5     | MED   | Aurélie Kaci        | 81' |
| 9     | DEL   | Katty Martínez      | 81' |
| 7     | DEL   | Kiana Palacios      |     |
| 10    | DEL   | Alison González     | 59' |
| D. T. | D. T. | Ángel Villacampa    |     |

| 25 | Centrocampista | Joseline Montoya   | 72' |
| 11 | Centrocampista | Nayeli Rangel      | 82' |
| 17 | Centrocampista | Natalia Villarreal | 88' |

| 22 | Centrocampista | Sarah Luebbert  | 59' |
| 24 | Centrocampista | Kheira Hamraoui | 59' |
| 17 | Delantero      | Natalia Mauleón | 59' |
| 11 | Centrocampista | Aylín Aviléz    | 81' |
| 27 | Centrocampista | Miah Zuazua     | 81' |

| 56' · 73' · 87' · 90' · 90' | Alexia Delgado Joseline Montoya Stephany Mayor Liliana Mercado Nayeli Rangel |

| 14' · 15' · 25' · 45' · 62' · 80' · 90' | Jocelyn Orejel Katty Martínez Aurélie Kaci Kiana Palacios Kimberly Rodríguez Karen Luna Sarah Luebbert |

| Principal  | Karen Hernández Andrade      |
| Asistentes | Elva Gutiérrez Martínez      |
|            | Aranza Quero Aguilar         |
| Cuarto     | Priscila Eritzel Pérez Borja |

|                    |     |     |
| Tiros              | 11  | 13  |
| Tiros a puerta     | 6   | 3   |
| Saques de esquina  | 6   | 8   |
| Posesión del balón | 38% | 62% |

| Alineación inicial |

| Campeón Apertura 2023 |
| --------------------- |
|                       |
| Tigres UANL           |
| 6.º título            |

## Estadísticas

### Clasificación juego limpio
- Datos según la página oficial.
- Fecha de actualización: 6 de noviembre de 2023

| Lugar                                | Club                                 |          |          |          | Puntos   |
| ------------------------------------ | ------------------------------------ | -------- | -------- | -------- | -------- |
| 1                                    | América                              | 20       | 0        | 1        | 23       |
| 2                                    | Guadalajara                          | 20       | 0        | 1        | 23       |
| 3                                    | Toluca                               | 27       | 0        | 0        | 27       |
| 4                                    | Atlas                                | 24       | 1        | 0        | 27       |
| 5                                    | Tijuana                              | 25       | 0        | 1        | 28       |
| 6                                    | Monterrey                            | 33       | 0        | 0        | 33       |
| 7                                    | Atlético de San Luis                 | 30       | 1        | 1        | 36       |
| 8                                    | Necaxa                               | 28       | 1        | 2        | 37       |
| 9                                    | Pumas UNAM                           | 29       | 2        | 1        | 38       |
| 10                                   | León                                 | 32       | 1        | 1        | 38       |
| 11                                   | Santos Laguna                        | 33       | 2        | 0        | 39       |
| 12                                   | Cruz Azul                            | 34       | 1        | 1        | 40       |
| 13                                   | Querétaro                            | 39       | 1        | 0        | 42       |
| 14                                   | Tigres UANL                          | 34       | 3        | 0        | 43       |
| 15                                   | Puebla                               | 34       | 0        | 3        | 43       |
| 16                                   | Mazatlán                             | 32       | 1        | 4        | 47       |
| 17                                   | Juárez                               | 39       | 1        | 2        | 48       |
| 18                                   | Pachuca                              | 39       | 0        | 5        | 54       |
| Primera Tarjeta Amarilla             | Primera Tarjeta Amarilla             | 1 punto  | 1 punto  | 1 punto  | 1 punto  |
| Segunda Tarjeta Amarilla y Expulsión | Segunda Tarjeta Amarilla y Expulsión | 3 puntos | 3 puntos | 3 puntos | 3 puntos |
| Tarjeta Roja Directa                 | Tarjeta Roja Directa                 | 3 puntos | 3 puntos | 3 puntos | 3 puntos |

En caso de empate, la tabla general de posiciones es el principal criterio para desempatar.

### Máximas goleadoras
Lista con las máximas goleadoras del torneo.
- Datos según la página oficial.

 Fecha de actualización: 6 de noviembre de 2023
| \| Posición \| Jugadora \| Club \| Goles \| Min. \| Frec. \| \| -------- \| -------------------- \| ----------- \| ----- \| ---- \| ----------- \| \| 1° \| Maricarmen Reyes \| Tigres UANL \| 15 \| 1189 \| 79.27 min. \| \| = \| Alicia Cervantes \| Guadalajara \| 15 \| 1398 \| 93.2 min. \| \| 3° \| Charlyn Corral \| Pachuca \| 13 \| 1440 \| 110.77 min. \| \| 4° \| Kiana Palacios \| América \| 11 \| 858 \| 78 min. \| \| = \| Lizbeth Ovalle \| Tigres UANL \| 11 \| 1186 \| 107.82 min. \| \| 6° \| Christina Burkenroad \| Monterrey \| 10 \| 982 \| 98.2 min. \| \| = \| Katty Martínez \| América \| 10 \| 1082 \| 108.2 min. \| \| = \| Andrea Pereira \| América \| 10 \| 1098 \| 109.8 min. \| \| 9° \| Desirée Monsiváis \| Pumas UNAM \| 9 \| 931 \| 103.44 min. \| \| 10° \| Aísha Solórzano \| Puebla \| 8 \| 927 \| 115.88 min. \| \| = \| Érica Gomes \| Cruz Azul \| 8 \| 1020 \| 127.5 min. \| \| = \| Jasmine Casárez \| Juárez \| 8 \| 1025 \| 128.13 min. \| \| = \| Adriana Iturbide \| Guadalajara \| 8 \| 1207 \| 150.88 min. \| \| = \| Yashira Barrientos \| León \| 8 \| 1277 \| 159.63 min. \| En caso de empate en el número de goles anotados, la liga no tiene un criterio de desempate. Para fines de esta tabla, las jugadoras que sumen la misma cantidad de goles anotados serán ordenadas ascendentemente por la frecuencia de gol proporcionada por la liga, sin que eso represente un criterio de desempate válido. |                      |             |       |      |             |
| Posición | Jugadora             | Club        | Goles | Min. | Frec.       |
| 1° | Maricarmen Reyes     | Tigres UANL | 15    | 1189 | 79.27 min.  |
| = | Alicia Cervantes     | Guadalajara | 15    | 1398 | 93.2 min.   |
| 3° | Charlyn Corral       | Pachuca     | 13    | 1440 | 110.77 min. |
| 4° | Kiana Palacios       | América     | 11    | 858  | 78 min.     |
| = | Lizbeth Ovalle       | Tigres UANL | 11    | 1186 | 107.82 min. |
| 6° | Christina Burkenroad | Monterrey   | 10    | 982  | 98.2 min.   |
| = | Katty Martínez       | América     | 10    | 1082 | 108.2 min.  |
| = | Andrea Pereira       | América     | 10    | 1098 | 109.8 min.  |
| 9° | Desirée Monsiváis    | Pumas UNAM  | 9     | 931  | 103.44 min. |
| 10° | Aísha Solórzano      | Puebla      | 8     | 927  | 115.88 min. |
| = | Érica Gomes          | Cruz Azul   | 8     | 1020 | 127.5 min.  |
| = | Jasmine Casárez      | Juárez      | 8     | 1025 | 128.13 min. |
| = | Adriana Iturbide     | Guadalajara | 8     | 1207 | 150.88 min. |
| = | Yashira Barrientos   | León        | 8     | 1277 | 159.63 min. |

#### Tripletes o más
| Jugadora             | Club        | Local         | Resultado | Visita        | Goles          | Fecha                    | Jornada    |
| -------------------- | ----------- | ------------- | --------- | ------------- | -------------- | ------------------------ | ---------- |
| Christina Burkenroad | Monterrey   | Monterrey     | 7 – 0     | León          | 1' 10' 44' 82' | 22 de julio de 2023      | Jornada 2  |
| Katty Martínez       | América     | América       | 6 – 0     | Santos Laguna | 3' 26' 49'     | 23 de julio de 2023      | Jornada 2  |
| Lizbeth Ovalle       | Tigres UANL | Santos Laguna | 0 – 7     | Tigres UANL   | 12' 23' 43'    | 21 de agosto de 2023     | Jornada 7  |
| Maricarmen Reyes     | Tigres UANL | Santos Laguna | 0 – 7     | Tigres UANL   | 15' 17' 45'    | 21 de agosto de 2023     | Jornada 7  |
| Maricarmen Reyes     | Tigres UANL | Querétaro     | 0 – 4     | Tigres UANL   | 23' 63' 74'    | 15 de septiembre de 2023 | Jornada 11 |
| Charlyn Corral       | Pachuca     | León          | 0 – 6     | Pachuca       | 13' 21' 49'    | 8 de octubre de 2023     | Jornada 13 |
| Desirée Monsiváis    | Pumas UNAM  | Pumas UNAM    | 6 – 0     | Necaxa        | 12' 16' 40'    | 9 de octubre de 2023     | Jornada 13 |
| Érica Gomes          | Cruz Azul   | Cruz Azul     | 6 – 0     | Santos Laguna | 1' 27' 56'     | 4 de noviembre de 2023   | Jornada 17 |

### Porterías imbatidas
- Datos según la página oficial.

 Fecha de actualización: 6 de noviembre de 2023
| Posición | Jugadora            | Club        | Porterías en Blanco | Partidos | Min. |
| -------- | ------------------- | ----------- | ------------------- | -------- | ---- |
| 1°       | Cecilia Santiago    | Tigres UANL | 8                   | 14       | 1249 |
| 2°       | Blanca Félix        | Guadalajara | 7                   | 14       | 1260 |
| 3°       | Renata Masciarelli  | Juárez      | 6                   | 14       | 1215 |
| =        | Alejandra Gutiérrez | Tijuana     | 6                   | 15       | 1350 |
| 5°       | Marta Alemany       | Querétaro   | 5                   | 17       | 1530 |
| 6°       | Kayla Thompson      | Toluca      | 4                   | 6        | 540  |
| =        | Ángeles Martínez    | León        | 4                   | 9        | 765  |
| =        | Pamela Tajonar      | Monterrey   | 4                   | 11       | 945  |
| =        | Melany Villeda      | Pumas UNAM  | 4                   | 17       | 1260 |
| 10°      | Maricruz González   | Cruz Azul   | 3                   | 14       | 1170 |
| =        | Esthefanny Barreras | Pachuca     | 3                   | 16       | 1422 |

### Asistencia
Lista con la asistencia de los partidos y equipos Liga MX Femenil.
 Fecha de actualización: 6 de noviembre de 2023

#### Por equipo
En los promedios solamente se cuentan los partidos que contaron con asistencia de público. El porcentaje de ocupación media está calculado con base en la capacidad total del estadio.
| Pos.               | Equipo               | PL  | Total   | Media | Más alta | Más baja | % de Ocupación media |
| ------------------ | -------------------- | --- | ------- | ----- | -------- | -------- | -------------------- |
| 1                  | Tigres UANL          | 9   | 54,384  | 6,043 | 20,896   | 3,063    | 14.43%               |
| 2                  | Guadalajara          | 9   | 46,427  | 5,159 | 8,609    | 1,082    | 11.16%               |
| 3                  | Monterrey            | 8   | 27,550  | 3,444 | 7,495    | 1,397    | 6.71%                |
| 4                  | América              | 8   | 26,457  | 3,307 | 14,266   | 417      | 6.48%                |
| 5                  | Pachuca              | 8   | 23,862  | 2,983 | 6,548    | 1,406    | 11.51%               |
| 6                  | Toluca               | 8   | 18,331  | 2,291 | 5,809    | 989      | 8.40%                |
| 7                  | Juárez               | 9   | 20,174  | 2,242 | 4,035    | 1,319    | 11.38%               |
| 8                  | Tijuana              | 8   | 15,431  | 2,204 | 3,833    | 1,033    | 7.46%                |
| 9                  | Atlético de San Luis | 9   | 15,821  | 1,758 | 3,706    | 863      | 6.18%                |
| 10                 | Pumas UNAM           | 8   | 13,269  | 1,659 | 4,552    | 614      | 2.84%                |
| 11                 | Atlas                | 8   | 7,503   | 1,072 | 3,686    | 390      | 1.95%                |
| 12                 | Puebla               | 8   | 7,871   | 984   | 3,559    | 207      | 2.06%                |
| 13                 | León                 | 9   | 7,957   | 884   | 2,740    | 386      | 2.82%                |
| 14                 | Necaxa               | 9   | 7,458   | 829   | 2,482    | 475      | 3.47%                |
| 15                 | Querétaro            | 8   | 4,465   | 558   | 1,142    | 330      | 1.64%                |
| 16                 | Santos Laguna        | 9   | 4,669   | 519   | 959      | 193      | 1.78%                |
| 17                 | Mazatlán             | 9   | 4,495   | 499   | 1,133    | 210      | 2.47%                |
| 18                 | Cruz Azul            | 9   | 4,329   | 481   | 2,773    | 135      | 4.86%                |
| Totales del Torneo | Totales del Torneo   | 153 | 310,453 | 2,050 | 20,896   | 135      | 6.06%                |

#### Por jornada
El listado excluye los partidos que fueron disputados a puerta cerrada.
| Asistencia por jornada | Asistencia por jornada | Asistencia por jornada | Asistencia por jornada | Asistencia por jornada              | Asistencia por jornada                                        |
| Jornada                | Asistencia total       | Promedio               | % de ocupación         | Partido mayor asistencia            | Partido menor asistencia                                      |
| ---------------------- | ---------------------- | ---------------------- | ---------------------- | ----------------------------------- | ------------------------------------------------------------- |
| 1                      | 18,295                 | 2,033                  | 5.86%                  | Pumas UNAM vs. América (4,552)      | León vs. Necaxa (513)                                         |
| 2                      | 20,638                 | 2,293                  | 5.72%                  | Guadalajara vs. Puebla (5,412)      | Querétaro vs. Atlético de San Luis (409)                      |
| 3                      | 17,254                 | 1,917                  | 5.92%                  | Tigres UANL vs. Mazatlán (5,380)    | Cruz Azul vs. Pumas UNAM (243)                                |
| 4                      | 22,355                 | 2,484                  | 6.19%                  | Guadalajara vs. Tigres UANL (8,609) | Querétaro vs. Tijuana (492)                                   |
| 5                      | 17,030                 | 2,129                  | 5.48%                  | Tigres UANL vs. Pachuca (6,555)     | Santos Laguna vs. Querétaro (510)                             |
| 6                      | 18,715                 | 2,079                  | 5.72%                  | Guadalajara vs. Monterrey (6,363)   | Mazatlán vs. Necaxa (390)                                     |
| 7                      | 8,766                  | 1,096                  | 2.94%                  | León vs. América (2,740)            | Cruz Azul vs. Guadalajara (270)                               |
| 8                      | 16,211                 | 1,801                  | 6.48%                  | Monterrey vs. Pumas UNAM (4,264)    | Cruz Azul vs. Querétaro (193) Santos Laguna vs. Tijuana (193) |
| 9                      | 14,440                 | 1,604                  | 3.59%                  | Guadalajara vs. Juárez (5,572)      | Querétaro vs. Toluca (358)                                    |
| 10                     | 22,078                 | 2,453                  | 9.21%                  | Pachuca vs. Pumas UNAM (6,548)      | Cruz Azul vs. Atlas (135)                                     |
| 11                     | 23,175                 | 2,575                  | 6.14%                  | América vs. Guadalajara (14,266)    | Mazatlán vs. Juárez (340)                                     |
| 12                     | 15,334                 | 1,704                  | 5.66%                  | Pachuca vs. América (6,448)         | Cruz Azul vs. León (151)                                      |
| 13                     | 13,246                 | 1,472                  | 4.38%                  | Toluca vs. Guadalajara (5,809)      | Cruz Azul vs. Atlético de San Luis (171)                      |
| 14                     | 14,628                 | 1,625                  | 5.98%                  | Guadalajara vs. León (4,164)        | Mazatlán vs. Santos Laguna (252)                              |
| 15                     | 16,608                 | 1,845                  | 5.67%                  | Guadalajara vs. Pumas UNAM (6,191)  | Cruz Azul vs. Tijuana (217)                                   |
| 16                     | 32,566                 | 3,618                  | 11.29%                 | Tigres UANL vs. Monterrey (20,896)  | Mazatlán vs. Puebla (210)                                     |
| 17                     | 19,114                 | 2,124                  | 6.74%                  | Monterrey vs. América (7,495)       | Cruz Azul vs. Santos Laguna (176)                             |
| Total                  | 310,453                | 2,050                  | 6.06%                  | Tigres UANL vs. Monterrey (20,896)  | Cruz Azul vs. Atlas (135)                                     |